# Myotis vivesi
Myotis vivesi  (Ménégaux, 1901) è un pipistrello della famiglia dei Vespertilionidi endemico del Messico.

## Descrizione

### Dimensioni
Pipistrello di medie dimensioni, con la lunghezza della testa e del corpo tra 71 e 76,2 mm, la lunghezza dell'avambraccio tra 59 e 63 mm, la lunghezza della coda tra 63,4 e 74,8 mm, la lunghezza del piede tra 23 e 24,8 mm, la lunghezza delle orecchie tra 22 e 25 mm e un peso fino a 25 g.

### Aspetto
La pelliccia è lunga. Le parti dorsali variano dal giallo-brunastro scuro al fulvo chiaro, con la base dei peli grigio scura. Le parti ventrali sono bianche. Le orecchie sono lunghe e strette, con 8 pliche sul margine posteriore. Il trago è smussato, con il margine posteriore dentellato, mentre l'antitrago è relativamente lungo e con il lobo basale piccolo. Le membrane alari sono molto strette vicino al corpo e attaccate posteriormente sulle caviglie. Una grossa massa ghiandolare è presente nel propatagio vicino all'avambraccio. I piedi sono enormi, lunghi quanto la tibia, con le dita e gli artigli compressi lateralmente. L'estremità della lunga coda fuoriesce dall'uropatagio, il quale è dorsalmente ricoperto di piccoli peli rigidi. I secondi premolari superiori e inferiori sono più grandi dei primi. Il cariotipo è 2n=44 FNa=50.

### Ecolocazione
Emette ultrasuoni a basso ciclo di lavoro con impulsi di breve durata a frequenza modulata iniziale di 45, finale di 20 kHz e accompagnati da una seconda armonica.

## Biologia

### Comportamento
Si rifugia negli interstizi tra le rocce, nei crepacci e nelle grotte, in gruppi fino a 13 individui. Sono stati osservati condividere nidi con alcune specie di uccelli marini come Halocyptena microsoma e Oceanodroma melania. L'attività predatoria inizia al tramonto, termina poco prima dell'alba e avviene principalmente nelle lagune marine. Il suo volo è basso e lento.

### Alimentazione
Si nutre molto probabilmente di piccoli pesci e crostacei, i quali vengono catturati sulla superficie dell'acqua tramite gli enormi artigli delle dita dei piedi ed immediatamente portati verso la bocca. Questa particolare dieta si è probabilmente evoluta da un'iniziale predazione di insetti che nuotavano o galleggiavano sull'acqua.

### Riproduzione
Le femmine danno alla luce un piccolo alla volta solitamente la seconda settimana di maggio e la prima di giugno. La gestazione dura 55-65 giorni. Alla nascita gli occhi sono chiusi e si aprono dopo 3 giorni. L'aspettativa di vita in cattività è di circa 10 anni.

## Distribuzione e habitat
Questa specie è diffusa sulle isole del Golfo di California e lungo le coste degli stati messicani della Bassa California e di Sonora. Una popolazione è presente anche lungo le coste centro-occidentali della penisola vicino a Punta Eugenia.

## Conservazione
La IUCN Red List, considerato che la popolazione è diminuita di più del 30% nelle ultime tre generazioni a causa dell'introduzione di predatori e che il suo areale è limitato e seriamente frammentato, classifica M.vivesi come specie vulnerabile (VU).